# Butler University

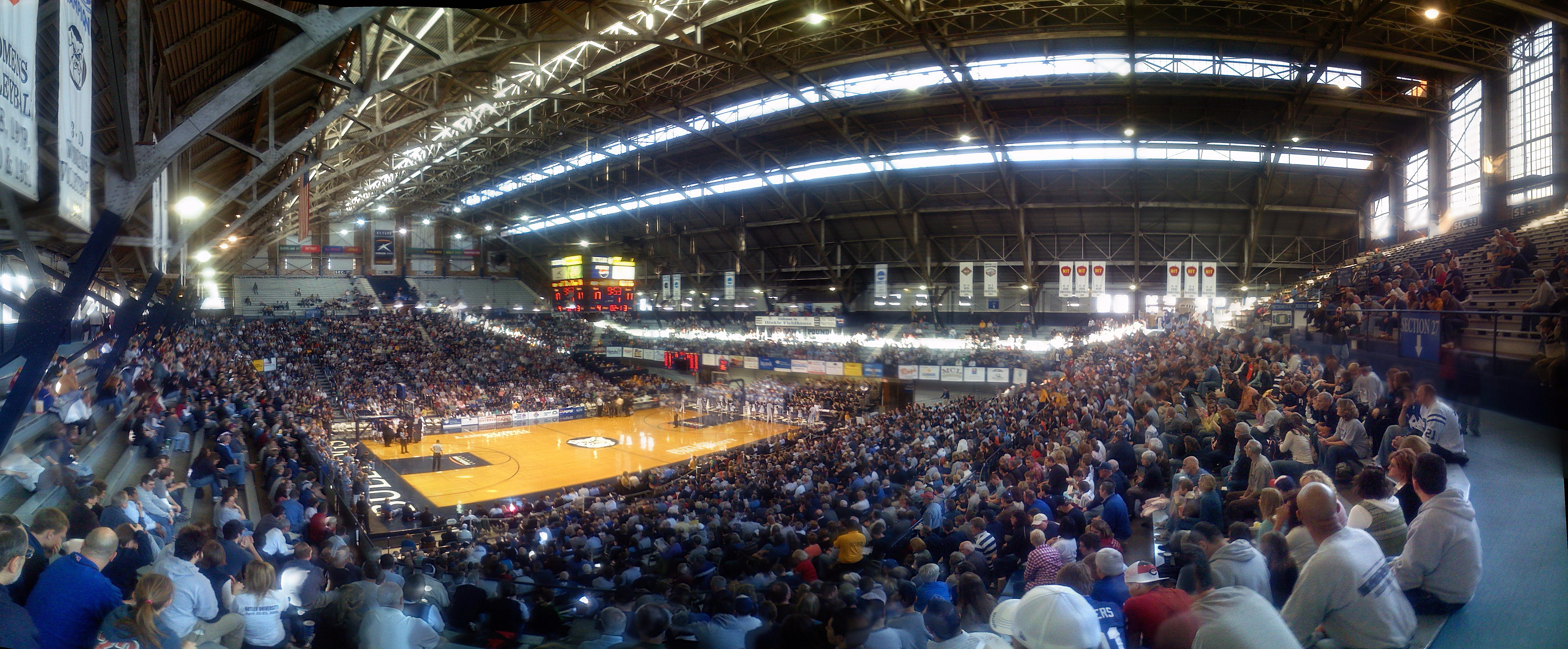
Panorama des Hinkle Fieldhouse

Die Butler Universität (Butler University) ist eine private Universität in Indianapolis, gegründet 1855. Die Universität bezeichnet sich selbst als „liberal arts university“, bietet aber ein vielfältiges Fächerangebot an.
Momentan studieren 4.512 Studenten an der Universität, bei einem Lehrkörper von 328 Lehrkräften. Die Butler University liegt im Stadtteil Broad Ripple, im Norden von Indianapolis.

## Sport
Die Sportteams tragen den Namen Butler Bulldogs und die Farben blau-weiß. Die Hochschule ist seit 2013 Mitglied in der Big East Conference.

## Bekannte Absolventen
- Arthur C. Cope, Chemiker
- David Starr Jordan, Zoologe, Ichthyologe, Botaniker und Eugeniker
- Ed Carpenter, Automobilrennfahrer
- George Ryan, 39. Gouverneur von Illinois
- Gordon Hayward, Basketballspieler
- Harry S. New, US-Postminister 1923–1929
- Jim Jones, Gründer des Peoples Temple
- Karen Pence, Ehefrau des ehemaligen US-Vizepräsidenten Mike Pence
- Matt Howard, Basketballspieler
- Peter Kassig, medizinischer Katastrophenhelfer
- Peter Lupus, Bodybuilder  und Schauspieler
- Sarah Fisher,  Automobilrennfahrerin
- Shelvin Mack, Basketballspieler
- Wilmer Cabrera Jr., Fußballspieler